# Championnat de France de football 2007-2008
Navigation
Ligue 1 2006-2007 Ligue 1 2008-2009
La saison 2007-2008 de Ligue 1 est la 70e édition du championnat de France de football. Opposant les dix-neuf meilleurs clubs français et un club monégasque en matchs aller-retour hebdomadaires - avec quelques exceptions dues au calendrier européen et international, cette saison voit l'Olympique lyonnais remettre son titre en jeu pour la sixième fois d'affilée.
La saison débute le 4 août 2007 et se termine le 17 mai 2008. Elle voit l'Olympique lyonnais remporter son septième titre consécutif avec quatre points d'avance sur les Girondins de Bordeaux.
Le RC Lens, club champion dix ans plus tôt, est relégué en Ligue 2, de même que le RC Strasbourg et le FC Metz.

## Les 20 clubs participants
| \| AJ Auxerre FC Girondins de Bordeaux SM Caen Le Mans UC 72 RC Lens Lille OSC FC Lorient Olympique lyonnais Olympique de Marseille FC Metz AS Monaco FC AS Nancy- · Lorraine OGC Nice Paris SG Stade rennais FC AS Saint-Étienne FC Sochaux RC Strasbourg Toulouse FC Valenciennes FC \| Localisation des clubs engagés dans le championnat. |
| AJ Auxerre FC Girondins de Bordeaux SM Caen Le Mans UC 72 RC Lens Lille OSC FC Lorient Olympique lyonnais Olympique de Marseille FC Metz AS Monaco FC AS Nancy- · Lorraine OGC Nice Paris SG Stade rennais FC AS Saint-Étienne FC Sochaux RC Strasbourg Toulouse FC Valenciennes FC                                                           |

| Club                     | Budget (en M€) 2007/08 | Dernière montée |
| ------------------------ | ---------------------- | --------------- |
| Olympique lyonnais       | 145                    | 1989            |
| Olympique de Marseille   | 97                     | 1996            |
| Paris SG                 | 70                     | 1974            |
| FC Girondins de Bordeaux | 53                     | 1992            |
| AS Monaco FC             | 50                     | 1977            |
| AS Saint-Étienne         | 45                     | 2004            |
| RC Lens                  | 45                     | 1991            |
| Lille OSC                | 45                     | 2000            |
| FC Sochaux               | 45                     | 2001            |
| Toulouse FC              | 40                     | 2003            |
| Stade rennais FC         | 39                     | 1994            |
| AS Nancy-Lorraine        | 30                     | 2005            |
| RC Strasbourg            | 28                     | 2007            |
| SM Caen                  | 27                     | 2007            |
| OGC Nice                 | 27                     | 2002            |
| Valenciennes FC          | 26                     | 2006            |
| Le Mans UC 72            | 25                     | 2005            |
| AJ Auxerre               | 25                     | 1980            |
| FC Metz                  | 24                     | 2007            |
| FC Lorient               | 23                     | 2006            |

Promus de Ligue 2
- FC Metz : Champion de Ligue 2 la saison précédente
- SM Caen : Vice-Champion de Ligue 2 la saison précédente
- RC Strasbourg : Troisième de Ligue 2 la saison précédente

C'est la première saison depuis quarante-cinq ans que le FC Nantes, huit fois champion de France entre 1965 et 2001, n'est pas présent.

## Classement final
| Rang | Équipe                   | Pts | J  | G  | N  | P  | Bp | Bc | Diff ! Moy. Spec. |        |
| ---- | ------------------------ | --- | -- | -- | -- | -- | -- | -- | ----------------- | ------ |
| 1    | Olympique lyonnais T C S | 79  | 38 | 24 | 7  | 7  | 74 | 37 | +37               | 37 297 |
| 2    | Girondins de Bordeaux    | 75  | 38 | 22 | 9  | 7  | 65 | 38 | +27               | 25 489 |
| 3    | Olympique de Marseille   | 62  | 38 | 17 | 11 | 10 | 58 | 45 | +13               | 52 600 |
| 4    | AS Nancy-Lorraine        | 60  | 38 | 15 | 15 | 8  | 44 | 30 | +14               | 18 741 |
| 5    | AS Saint-Étienne         | 58  | 38 | 16 | 10 | 12 | 47 | 34 | +13               | 29 232 |
| 6    | Stade rennais FC         | 58  | 38 | 16 | 10 | 12 | 47 | 44 | +3                | 25 640 |
| 7    | Lille OSC                | 57  | 38 | 13 | 18 | 7  | 45 | 32 | +13               | 17 238 |
| 8    | OGC Nice                 | 55  | 38 | 13 | 16 | 9  | 35 | 30 | +5                | 11 282 |
| 9    | Le Mans UC 72            | 53  | 38 | 14 | 11 | 13 | 46 | 49 | -3                | 11 066 |
| 10   | FC Lorient               | 52  | 38 | 12 | 16 | 10 | 32 | 35 | -3                | 12 304 |
| 11   | SM Caen P                | 51  | 38 | 13 | 12 | 13 | 48 | 53 | -5                | 19 658 |
| 12   | AS Monaco                | 47  | 38 | 13 | 8  | 17 | 40 | 48 | -8                | 10 832 |
| 13   | Valenciennes FC          | 45  | 38 | 12 | 9  | 17 | 42 | 40 | +2                | 13 799 |
| 14   | FC Sochaux-Montbéliard   | 44  | 38 | 10 | 14 | 14 | 34 | 43 | -9                | 15 930 |
| 15   | AJ Auxerre               | 44  | 38 | 12 | 8  | 18 | 33 | 52 | -19               | 10 591 |
| 16   | Paris Saint-Germain L    | 43  | 38 | 10 | 13 | 15 | 37 | 45 | -8                | 36 946 |
| 17   | Toulouse FC              | 42  | 38 | 9  | 15 | 14 | 36 | 42 | -6                | 20 180 |
| 18   | RC Lens                  | 40  | 38 | 9  | 13 | 16 | 43 | 52 | -9                | 34 654 |
| 19   | RC Strasbourg P          | 35  | 38 | 9  | 8  | 21 | 34 | 55 | -21               | 19 401 |
| 20   | FC Metz P                | 24  | 38 | 5  | 9  | 24 | 28 | 64 | -36               | 13 184 |

Qualifications européennes
Ligue des Champions 2008-2009
- 1er et 2e : phase de groupes
- 3e : 3e tour préliminaire

Coupe UEFA 2008-2009
- 4e et vainqueurs des coupes[3] : 1er tour

Coupe Intertoto 2008
- 6e : 3e tour

Relégation
- 18e, 19e et 20e : relégation en Ligue 2

Abréviations
T : Tenant du titre

P : Promus de Ligue 2 2006-2007

C : Vainqueur de la Coupe de France 2007-08

L : Vainqueur de la Coupe de la ligue 2007-08

S : Vainqueur du Trophée des champions 2007
Le classement est établi sur le barème de points classique (victoire à trois points, match nul à un, défaite zéro).
En cas d'égalité, on utilise successivement :
1. la différence de buts ;
2. le nombre de buts marqués ;
3. la différence de buts "particulière" (c'est-à-dire en ne prenant en compte que les matches entre les équipes à égalité) ;
4. le classement au challenge du fair-play[4].

- Metz a été mathématiquement relégué le 12 avril 2008 (33e journée), et mathématiquement dernier à la même date. Metz a tout de même engrangé plus de deux fois plus de points aux matchs retour (17 contre 7 aux matchs aller).
- Strasbourg s'est officiellement relégué le 10 mai 2008 (37e journée).
- Le vainqueur de la coupe de France étant Lyon, la place en coupe UEFA est prise par Paris, en tant que finaliste (Lyon est déjà qualifié pour une autre compétition européenne). Si la place de vainqueur de la coupe de France est la première à être distribuée, celle de finaliste est la dernière. Paris se qualifie comme vainqueur de la coupe de la ligue, et étant aussi finaliste de la coupe de France, la dernière place est redistribuée au cinquième du championnat (Saint-Étienne).

### Leader journée par journée
NB : L'Olympique lyonnais est passé en tête lors d'un match en retard de la 3e journée, joué entre les journées 9 et 10 et ne l'a plus quitté jusqu'à la dernière journée et son 7e titre de champion.

## Matchs
| Résultats (▼dom., ►ext.)                                   | OL  | GDB | OM  | ASNL | ASSE | SRFC | LOSC | OGCN | MUC | FCL | SMC | ASM | VAFC | FCSM | AJA | PSG | TFC | RCL | RCS | FCM |
| Olympique lyonnais                                         |     | 4-2 | 1-2 | 1-0  | 1-0  | 1-1  | 1-1  | 0-0  | 3-2 | 2-0 | 2-2 | 3-1 | 2-0  | 4-1  | 2-0 | 4-2 | 3-2 | 3-0 | 5-0 | 2-0 |
| FC Girondins de Bordeaux                                   | 1-3 |     | 2-2 | 2-1  | 1-0  | 3-0  | 0-0  | 0-0  | 1-2 | 2-2 | 2-1 | 2-1 | 2-1  | 2-0  | 4-1 | 3-0 | 4-3 | 1-0 | 3-0 | 3-0 |
| Olympique de Marseille                                     | 3-1 | 1-2 |     | 2-2  | 2-0  | 0-0  | 1-3  | 0-2  | 1-0 | 0-0 | 6-1 | 2-0 | 3-1  | 0-1  | 2-1 | 2-1 | 1-2 | 1-0 | 4-3 | 3-1 |
| AS Nancy                                                   | 1-1 | 1-0 | 1-1 |      | 2-0  | 2-3  | 2-0  | 2-1  | 1-1 | 2-0 | 1-0 | 2-0 | 0-0  | 1-1  | 4-1 | 1-0 | 1-0 | 2-1 | 3-0 | 2-1 |
| AS Saint-Étienne                                           | 1-1 | 0-0 | 1-0 | 4-0  |      | 2-0  | 0-0  | 0-0  | 4-1 | 1-0 | 3-0 | 4-0 | 3-1  | 1-0  | 0-0 | 0-1 | 0-0 | 2-0 | 2-0 | 2-0 |
| Stade rennais FC                                           | 0-2 | 0-2 | 3-1 | 0-2  | 1-0  |      | 2-2  | 1-1  | 3-0 | 2-0 | 1-2 | 0-1 | 1-0  | 0-2  | 1-2 | 2-0 | 2-1 | 3-1 | 3-0 | 2-0 |
| Lille OSC                                                  | 0-1 | 1-1 | 1-1 | 2-1  | 3-0  | 3-1  |      | 1-1  | 3-1 | 0-0 | 5-0 | 0-1 | 3-0  | 1-1  | 0-2 | 0-0 | 3-2 | 2-1 | 0-3 | 1-1 |
| OGC Nice                                                   | 0-0 | 1-1 | 0-2 | 1-0  | 3-0  | 1-1  | 0-0  |      | 0-0 | 1-2 | 3-1 | 0-2 | 1-0  | 0-0  | 1-2 | 2-1 | 1-1 | 1-0 | 1-0 | 3-1 |
| Le Mans UC 72                                              | 1-0 | 1-2 | 0-0 | 2-1  | 3-2  | 1-1  | 1-1  | 2-0  |     | 0-0 | 1-1 | 1-0 | 2-0  | 0-2  | 3-0 | 0-2 | 1-1 | 3-2 | 0-1 | 1-0 |
| FC Lorient                                                 | 2-1 | 1-0 | 1-2 | 0-0  | 1-1  | 0-1  | 1-1  | 0-0  | 0-0 |     | 0-0 | 2-1 | 1-3  | 2-1  | 1-1 | 1-0 | 1-0 | 1-0 | 1-0 | 2-0 |
| SM Caen                                                    | 1-0 | 5-0 | 1-2 | 0-0  | 1-3  | 2-2  | 1-0  | 1-0  | 3-2 | 0-0 |     | 4-1 | 1-0  | 2-2  | 0-0 | 3-0 | 2-1 | 1-4 | 2-0 | 1-2 |
| AS Monaco FC                                               | 0-3 | 0-6 | 2-3 | 1-3  | 1-1  | 1-2  | 0-0  | 1-1  | 3-1 | 1-0 | 0-0 |     | 0-0  | 1-0  | 3-0 | 1-2 | 0-2 | 2-0 | 3-0 | 2-0 |
| Valenciennes FC                                            | 1-2 | 3-1 | 2-1 | 1-1  | 2-0  | 3-0  | 0-0  | 1-2  | 1-2 | 3-0 | 3-0 | 1-0 |      | 3-1  | 3-0 | 0-0 | 3-1 | 1-2 | 2-0 | 0-0 |
| FC Sochaux                                                 | 1-2 | 0-1 | 2-1 | 1-1  | 1-1  | 0-0  | 1-1  | 1-0  | 1-3 | 1-1 | 1-1 | 0-3 | 1-0  |      | 1-1 | 1-2 | 0-1 | 0-2 | 0-0 | 0-0 |
| AJ Auxerre                                                 | 1-3 | 0-2 | 2-0 | 0-0  | 1-3  | 0-2  | 0-1  | 2-0  | 3-0 | 5-3 | 1-0 | 1-0 | 2-0  | 0-1  |     | 0-1 | 1-0 | 0-0 | 1-1 | 0-0 |
| Paris SG                                                   | 2-3 | 0-2 | 1-1 | 0-0  | 1-1  | 1-3  | 1-1  | 2-3  | 0-0 | 1-3 | 0-1 | 1-1 | 1-1  | 0-0  | 3-1 |     | 1-2 | 3-0 | 1-0 | 3-0 |
| Toulouse FC                                                | 1-0 | 0-1 | 0-0 | 1-1  | 0-2  | 0-0  | 1-0  | 1-1  | 1-1 | 0-0 | 1-1 | 0-0 | 2-1  | 1-2  | 2-0 | 1-1 |     | 1-1 | 1-3 | 0-0 |
| RC Lens                                                    | 3-0 | 2-2 | 3-3 | 1-0  | 3-2  | 1-2  | 1-2  | 0-0  | 1-3 | 1-1 | 1-1 | 0-0 | 0-0  | 3-2  | 2-0 | 0-0 | 1-1 |     | 2-2 | 1-1 |
| RC Strasbourg                                              | 1-2 | 1-1 | 0-0 | 0-0  | 3-0  | 3-0  | 0-1  | 0-1  | 0-1 | 0-0 | 1-4 | 0-2 | 0-0  | 0-2  | 3-0 | 1-2 | 2-0 | 2-1 |     | 2-3 |
| FC Metz                                                    | 1-5 | 0-1 | 1-2 | 0-0  | 0-1  | 1-1  | 1-2  | 1-2  | 4-3 | 1-2 | 2-1 | 1-4 | 2-1  | 1-2  | 0-1 | 0-0 | 0-2 | 1-2 | 1-2 |     |
| - Victoire à domicile - Match nul - Victoire à l'extérieur |     |     |     |      |      |      |      |      |     |     |     |     |      |      |     |     |     |     |     |     |

## Classement des buteurs
Mise à jour : 30 mai 2008 (après la 38e journée)
| # | Buteur                        | Club                                    | Buts Note 1 | Pen. Note 1 |
| - | ----------------------------- | --------------------------------------- | ----------- | ----------- |
| 1 | Karim Benzema                 | Olympique lyonnais                      | 20          | 0           |
| 2 | Mamadou Niang                 | Olympique de Marseille                  | 18          | 1           |
| 3 | Djibril Cissé Bafétimbi Gomis | Olympique de Marseille AS Saint-Etienne | 16          | 0 0         |
| 5 | Fernando Cavenaghi            | Girondins de Bordeaux                   | 15          | 4           |
| 6 | Bakari Koné Rafik Saïfi       | OGC Nice FC Lorient                     | 14          | 1 2         |
| 8 | Steve Savidan Tulio De Melo   | Valenciennes FC Le Mans UC 72           | 13          | 2 3         |

| Source : Classement des buteurs sur le site de la LFP 1 : Nombre de buts inscrits (+) dont nombre de penalties (-) |

La dernière journée de la saison 2007-2008 fut riche en buts avec un nombre impressionnant de 43 buts, chose qui n'avait pas été atteinte depuis 35 ans.

## Passeurs décisifs
Le classement des passeurs décisifs a officiellement fait son apparition dans le championnat de France cette saison.

## Challenge du fair-play
Un challenge du fair-play est organisé par l'Union des Clubs Professionnels de Football (UCPF) et la Ligue de football professionnel (LFP) pour récompenser les équipes totalisant le moins d’avertissements et d’expulsions.
Le classement du challenge du fair-play est établi en tenant compte du barème de 1 point par carton jaune et de 3 points par carton rouge. En cas d’égalité de points, les clubs ex æquo sont départagés selon le nombre le plus petit nombre de cartons rouge reçus et, en cas de nouvelle égalité, selon le plus grand nombre de buts marqués en championnat.
Chaque carton jaune et chaque carton rouge donnent lieu au paiement par le club concerné de 80 € et 230 € respectivement. Si une personne présente sur le banc de touche se fait expulser, l'amende s'élève à 460 €. Les trois premières équipes du classement, soit le FC Lorient, le Paris SG et le Stade rennais, reçoivent respectivement 25 %, 15 % et 10 % de la totalité des sommes perçues, la moitié restante du montant étant offert à des organisations à but humanitaire, caritatif ou social.
À l'issue de la saison 2007-2008, le classement du challenge du fair-play est le suivant :
| #  | Club                     | Points | Cartons jaune | Cartons rouge | Buts marqués |
| -- | ------------------------ | ------ | ------------- | ------------- | ------------ |
| 1  | FC Lorient               | 39     | 39            | 0             | 32           |
| 2  | Paris SG                 | 57     | 57            | 0             | 37           |
| 3  | Stade rennais FC         | 64     | 58            | 2             | 47           |
| 4  | Olympique de Marseille   | 66     | 57            | 3             | 58           |
| 5  | Olympique lyonnais       | 67     | 58            | 3             | 74           |
| 6  | RC Lens                  | 67     | 58            | 3             | 43           |
| 7  | SM Caen                  | 69     | 63            | 2             | 48           |
| 8  | AJ Auxerre               | 70     | 61            | 3             | 33           |
| 9  | RC Strasbourg            | 73     | 58            | 5             | 34           |
| 10 | Valenciennes FC          | 73     | 52            | 7             | 42           |
| 11 | FC Sochaux               | 76     | 73            | 1             | 34           |
| 12 | Lille OSC                | 76     | 64            | 4             | 45           |
| 13 | AS Nancy-Lorraine        | 76     | 64            | 4             | 44           |
| 14 | OGC Nice                 | 78     | 72            | 2             | 35           |
| 15 | AS Saint-Étienne         | 81     | 69            | 4             | 47           |
| 16 | Le Mans UC               | 85     | 67            | 6             | 46           |
| 17 | FC Girondins de Bordeaux | 89     | 74            | 5             | 65           |
| 18 | FC Metz                  | 91     | 79            | 4             | 28           |
| 19 | Toulouse FC              | 93     | 75            | 6             | 36           |
| 20 | AS Monaco FC             | 96     | 84            | 4             | 40           |

## Avant-saison
Le mercato d'été est ouvert du 28 mai au 31 août 2007 inclus. Avec plusieurs transferts de stars et près de la moitié des clubs qui changent d'entraîneurs, cette nouvelle saison est particulièrement riche en changements.

### Mouvements des entraîneurs
L'avant-saison 2007-2008 de Ligue 1 est marquée par une valse des entraîneurs insolite dans l'histoire de ce championnat, que l'on pourrait qualifier de jeu de chaises musicales. Ainsi, le 25 mai 2007, Gérard Houllier annonce son départ du poste d'entraîneur du sextuple champion de France, l'Olympique lyonnais. Celui-ci est alors remplacé le 30 mai par Alain Perrin, le sélectionneur encore sous contrat du FC Sochaux-Montbéliard. Ce qui poussera le club sochalien à aller débaucher à son tour l'entraîneur du club du Mans UC, Frédéric Hantz, dont l'arrivée est officialisée le 2 juin. Il est lui-même remplacé par Rudi Garcia, en traîneur du Dijon FCO.
De son côté, le RC Lens, après avoir pris acte de la décision de Francis Gillot de démissionner, est allé sortir Guy Roux de sa retraite, l'emblématique entraîneur de l'AJ Auxerre. Mais seulement après 5 journées, Guy Roux démissionne en donnant le nom de son successeur, l'ancien entraîneur du RC Strasbourg, Jean-Pierre Papin.
À l'AS Monaco, le contrat de Laurent Banide n'a pas été reconduit, le club lui préférant l'entraîneur des Girondins de Bordeaux, Ricardo. Les Girondins ont eux fait le pari d'offrir une première expérience de sélectionneur à Laurent Blanc. Le RC Strasbourg, quant à lui, a décidé de se séparer de son entraîneur Jean-Pierre Papin, remplacé par Jean-Marc Furlan, entraîneur du club de l'ES Troyes AC de nouveau en Ligue 2. L'AS Saint-Étienne enfin, a rompu son contrat avec Ivan Hašek pour le remplacer par son adjoint Laurent Roussey.
Ce ne sont donc pas moins de huit clubs de l'élite qui commencent la saison avec un nouvel entraîneur.

### Mercato d'été des joueurs
Les deux meilleurs clubs du dernier championnat ont beaucoup fait parler d'eux lors du mercato.
L'Olympique lyonnais a vu plusieurs de ses joueurs cadres partir à l'entre saison comme Éric Abidal (au FC Barcelone), Florent Malouda (Chelsea FC), Tiago (Juventus) et Sylvain Wiltord (Stade rennais). Pour compenser ces départs, deux Lillois sont recrutés dans le secteur offensif : Mathieu Bodmer et Kader Keita. Fabio Grosso, vendu par l'Inter, remplace poste pour poste Éric Abidal.
L'Olympique de Marseille a quant à lui vu son attaquant Franck Ribéry rejoindre l'Allemagne au Bayern Munich pour 26 millions d'euros. Ce transfert constitue un record pour la Bundesliga. Avec cette somme l'OM a pu renforcer les secteurs défensifs avec Gaël Givet, Laurent Bonnart, Jacques Faty et Benoît Cheyrou, et les secteurs offensifs de son équipe avec aussi Karim Ziani, Djibril Cissé et Boudewijn Zenden. De plus, l'OM recrute le gardien Steve Mandanda, prêté avec option d'achat par Le Havre AC.
Le troisième de Ligue 1 Toulouse FC a renforcé son équipe avec les arrivées des défenseurs Jon Jönsson, Hérita Ilunga et Mauro Cetto et de l'attaquant André-Pierre Gignac.
L'AS Nancy-Lorraine est le seul club à n'avoir recruté aucun joueur durant ce marché des transferts. La vente de Pape Diakhaté au Dynamo de Kiev et le départ de Cédric Lécluse à Angers sont les seuls mouvements de l'AS Nancy-Lorraine.

## Parcours en coupes d'Europe
Le parcours des clubs français en coupes d'Europe est important puisqu'il détermine le coefficient UEFA, et donc le nombre de clubs français présents en coupes d'Europe les années suivantes.
| Club                     | Compétition         |                                                                                               |
| ------------------------ | ------------------- | --------------------------------------------------------------------------------------------- |
| Olympique lyonnais       | Ligue des Champions | éliminé en huitième de finale (Manchester United )                                            |
| Olympique de Marseille   | Ligue des Champions | éliminé en phase de groupes (FC Porto , Liverpool FC et Beşiktaş JK )                         |
| Toulouse FC              | Ligue des Champions | éliminé en tour de qualification (Liverpool FC )                                              |
| Olympique de Marseille   | Coupe UEFA          | éliminé en huitième de finale (Zenith Saint-Petersbourg )                                     |
| FC Girondins de Bordeaux | Coupe UEFA          | éliminé en seizième de finale (Anderlecht )                                                   |
| Stade rennais FC         | Coupe UEFA          | éliminé en phase de groupes (Hambourg SV , FC Bâle , SK Brann et Dinamo Zagreb )              |
| Toulouse FC              | Coupe UEFA          | éliminé en phase de groupes (Bayer Leverkusen , Spartak Moscou , FC Zurich et Sparta Prague ) |
| FC Sochaux               | Coupe UEFA          | éliminé au premier tour (Panionios Athènes )                                                  |
| RC Lens                  | Coupe UEFA          | éliminé en tour de qualification (FC Copenhague )                                             |